# Lechosław Lameński
Lechosław Jan Lameński (ur. 22 czerwca 1949 w Bydgoszczy) – polski historyk sztuki, profesor Katolickiego Uniwersytetu Lubelskiego Jana Pawła II, gdzie kieruje Katedrą Historii Sztuki Nowoczesnej. Prezes Lubelskiego Oddziału Stowarzyszenia Historyków Sztuki.

## Życiorys
Redaktor (od 1985 r.) działu plastyki i historii sztuki w kwartalniku literackim „Akcent”. Autor ponad 160 artykułów, recenzji, wstępów do katalogów, a także dwóch książek: „Tomasz Oskar Sosnowski, 1810-1886, rzeźbiarz polski w Rzymie” (1997) oraz „Stach z Warty Szukalski i Szczep Rogate Serce” (2007). W pracach zbiorowych, publikacjach na łamach „Akcentu” i w katalogach opracowywał m.in. twórczość Zdzisława Beksińskiego, Jerzego Dudy Gracza, Jerzego Jarnuszkiewicza, Rafała Malczewskiego, Grzegorza Mazurka, Antoniego Michalaka, Stanisława Szukalskiego, Stanisława Bałdygi, Jacka Wojciechowskiego, Tomasza Zawadzkiego. Współpracował ze „Znakiem”, „Biuletynem Historii Sztuki” i „Tygodnikiem Powszechnym”, gdzie publikował m.in. artykuły na temat Magdaleny Abakanowicz, Edwarda Dwurnika, Jana Lebensteina, Aliny Szapocznikow. Od 2009 r. członek Społecznego Komitetu Odnowy Zabytków Krakowa (SKOZK).

## Wyróżnienia
- Srebrny Medal „Zasłużony Kulturze Gloria Artis”[4] (2014)
- Srebrny Krzyż Zasługi
- trzykrotne wyróżnienie im. ks. prof. Szczęsnego Dettloffa (1975, 1980, 1983)